# Цифровое кино
Цифрово́е кино́ (цифровой кинематограф; англ. Digital Cinema) — современная технология кинематографа, основанная на использовании цифровых форм производства и распространения кинофильмов без использования киноплёнки. Фильмы демонстрируются с жёстких и оптических дисков при помощи цифрового кинопроектора вместо обычного. Цифровой кинематограф не использует технологии телевидения высокой чёткости и не имеет ничего общего со стандартами сжатия видео высокой чёткости. В цифровом кино используются свои стандарты разрешения, соотношения сторон кадра и кадровой частоты, заимствованные у традиционного плёночного кинематографа.
Цифровой кинематограф стал возможен благодаря появлению цифровых кинопроекторов, позволяющих непосредственно демонстрировать цифровые фильмы на большом экране в кинотеатрах.

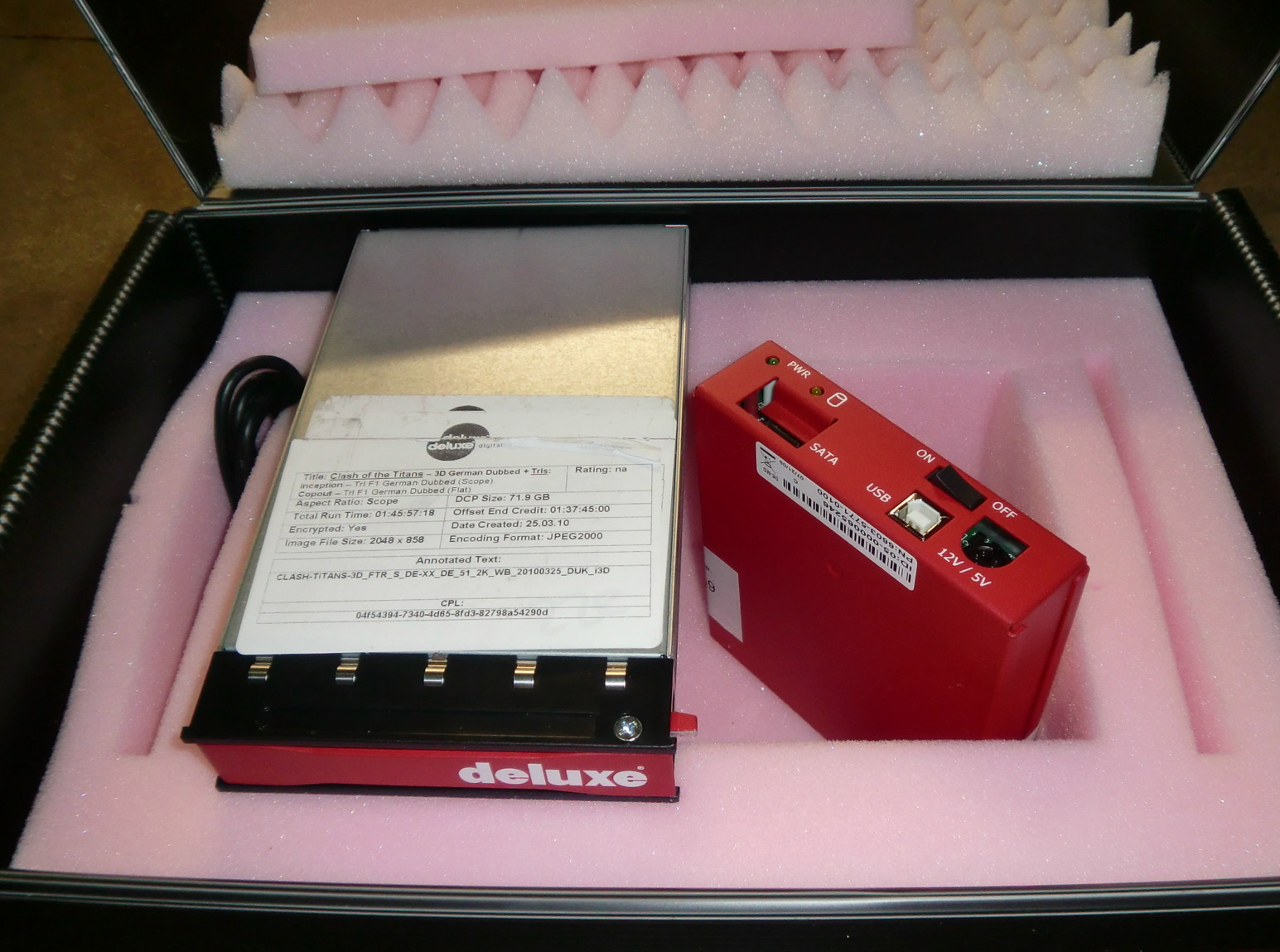
Жесткие диски с цифровым кинофильмом в специальном транспортировочном кейсе

## Технологии
Для съёмки цифрового кино используются специально спроектированные цифровые кинокамеры, обеспечивающие получение изображения, сходного по оптическому рисунку с изображением плёночной камеры и с высокой разрешающей способностью. Для обработки, цветокоррекции и монтажа отснятого материала используются компьютеры большой мощности и специализированное программное обеспечение. Одним из ключевых устройств цифрового кинематографа является цифровой кинопроектор, потому что именно отсутствие качественной видеопроекции на большой экран долгое время сдерживало полный переход кинопроизводства к цифровой бесплёночной технологии. Для обеспечения качественного показа на большом экране в кинотеатре необходима высокая разрешающая способность при мощном световом потоке проектора. Современные цифровые кинопроекторы обеспечивают эти параметры на уровне, сопоставимом с плёночными кинопроекторами и даже превосходящем их. Всё это плюс полное отсутствие механических повреждений киноплёнки делает цифровой кинопоказ более качественным, даже при более низком теоретическом разрешении.
Цифровое кино может обходиться полностью без киноплёнки, содержащей галогениды серебра и требующей лабораторной обработки токсичными реактивами. Это повышает экологическую безопасность кинопроизводства и удешевляет его. Кроме того, съёмка цифровой кинокамерой позволяет экономить существенные суммы из-за снижения вероятности брака отснятого материала. Так, во время съёмок фильма «Звёздные войны. Эпизод II: Атака клонов» по цифровой технологии экономия средств за счёт уменьшения количества дублей и отсутствия вынужденного простоя декораций при ожидании проявки материала составила около 1,7 млн долларов. При съёмке цифровой камерой также возрастает производительность, приводящая к дополнительной экономии средств. Для российского кинематографа эта сумма может составить до 3 млн рублей экономии на картину средней продолжительности и сложности. В настоящее время осуществляется повсеместный переход к бесплёночной технологии кинопроизводства с использованием цифровых кинокамер.
Однако цифровой кинематограф возможен и с использованием киноплёнки. В этом случае съёмка производится на негативную киноплёнку, которая впоследствии сканируется в высоком разрешении, и дальнейшее производство уже идёт с цифровыми файлами, полученными с негатива. После монтажа и озвучивания, осуществляющихся при помощи компьютера, готовый фильм может быть выведен на киноплёнку фильм-рекордером или демонстрироваться цифровым кинопроектором. Такая технология, получившая название Digital Intermediate, пришла на смену традиционной «оптической» технологии кинопроизводства в конце 1990-х годов.

## Стандарты DCI
В марте 2002 года ведущие мировые киностудии организовали консорциум DCI (Digital Cinema Initiatives) и опубликовали одноимённый стандарт, регламентирующий основные параметры контента цифрового кинематографа.
Согласно этому стандарту, исходные изображения каждого кадрика формата TIFF при сохранении сжимаются по стандарту JPEG 2000, используя цветовое пространство CIE XYZ с глубиной цвета 12 бит на канал. При этом, в отличие от технологии HDTV, использующей полное сохранение только «ключевых» кадров, стандарты DCI предусматривают равноценную запись каждого кадра кинофильма.
Шестиканальный звук сохраняется без сжатия в формате Broadcast Wave (WAV) с квантованием 24 бит на отсчёт и частотой дискретизации 48 или 96 кГц.
Изображение, звук и все другие данные цифрового фильма сохраняются в формате DCP (Digital Cinema Package), разработанном DCI.
Стандарт DCP предполагает использование контейнера MXF c шифрованием или без и ограничением максимального потока в 250 мегабит в секунду.
Копия цифрового кинофильма содержит пакет DCP, минимально состоящий из пяти файлов: файла описания контрольных сумм, файла описания содержимого DCP, MXF-контейнера с изображением, MXF-контейнера с фонограммой и файла списка воспроизведения всех компонентов фильма. Пакет может содержать несколько контейнеров с фонограммами на разных языках, файлы субтитров и другие служебные файлы. Копия полнометражного художественного фильма с разрешением в 2K (около 2000 пикселей по горизонтали) занимает объём в 160—200 ГБ.
По международной классификации цифровые фильмы, отвечающие стандартам DCI, относятся к категории D-cinema. Все остальные цифровые фильмы называются E-cinema. Технологии производства, хранения и демонстрации цифрового кино позволяют реализовать трёхмерный кинопоказ (3D) с высоким качеством. Большинство современных фильмов 3D производится по цифровой технологии, которая позволяет демонстрировать такой фильм как в 3D, так и в обычном формате, в зависимости от оборудования кинозала.

## Разрешающая способность

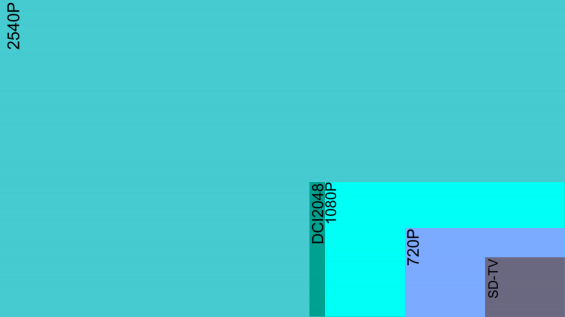
Сравнение информационной ёмкости стандартов 2K и 4К со стандартами ТВЧ и обычного ТВ. 2540P соответствует разрешению 4К, DCI2048 — разрешению 2K

Основными стандартами разрешения цифрового кино считаются 2K и 4К. Эти обозначения отражают главным образом горизонтальное разрешение кадра, в отличие от вертикального (количество строк) в телевизионных стандартах. Число в обозначении стандарта цифрового кинематографа указывает количество пикселей по длинной стороне кадра. То есть, разрешение в 4К соответствует 4096 пикселям (1K = 1024 пикселя). Более точные цифры зависят от соотношения сторон кадра, стандарты которого в цифровом кино отличаются от стандартов ТВЧ. Основные стандарты разрешения для цифрового кинопоказа показаны в таблице:
- Обычное 2D:
  - 2K, широкоэкранный (Scope 2.39:1) разрешение 2048x858 пикселей;
  - 2K, кашетированный (Flat 1.85:1) разрешение 1998x1080 пикселей;
  - 4K, широкоэкранный (Scope 2.39:1) разрешение 4096x1716 пикселей;
  - 4K, кашетированный (Flat 1.85:1) разрешение 3996x2160 пикселей;
- Стерео 3D:
  - 2K, широкоэкранный (Scope 2.39:1) разрешение 2048x858 пикселей;
  - 2K, кашетированный (Flat 1.85:1) разрешение 1998x1080 пикселей;

## Защита данных от несанкционированного копирования
Копирование цифровых видеозаписей намного проще, чем тиражирование плёночных фильмокопий, поэтому к цифровым данным, копирование которых без своего участия создатель или распространитель желает запретить, применяется больше средств предотвращения копирования.
В настоящее время для хранения фильмов в кинотеатрах, в том числе и в России, используются жёсткие диски, зашифрованные данные с которых считываются специальным сервером и передаются на цифровой кинопроектор по защищённому каналу, исключающему копирование даже персоналом, непосредственно обслуживающим киноустановку.
Изменять настройки серверов, поставляемых в кинотеатры, может только компания-производитель для обеспечения безопасности контента. У каждого сервера есть идентификационная информация, позволяющая определить, какой именно сервер демонстрировал конкретную копию фильма. Для того, чтобы показать картину, кинотеатру необходимо получить лицензию на показ и цифровой ключ (англ. KDM, англ. Key Delivering Message), в котором зашифровано количество сеансов и их время. Также в ключе указываются серийные номера конкретных серверов, которыми можно показать кинокартину, а с 2009 года - и номера кинопроекторов. В случае поломки сервера его замена должна согласовываться с компанией-дистрибьютором, у которой запрашивается новый ключ KDM. Та же процедура обязательна при смене расписания киносеансов, в противном случае показ будет невозможен вследствие блокировки сервера лицензионным ключом. Для защиты от пересъёмки фильма с экрана видеокамерой из зала в изображение вставляются специальные водяные знаки, позволяющие определить, в каком кинотеатре и на каком сеансе была снята данная копия. Кроме того, все серверы цифровых кинотеатров автоматически передают дистрибьюторам по интернету лог-файлы, информирующие об операциях, производимых с фильмами персоналом.

## Распространение
Цифровые технологии позволяют распространять кинофильмы по всему миру без ограничений. Необязательность физической доставки копий фильма во все кинотеатры и лёгкость тиражирования цифровых данных позволяют проводить кинопремьеры одновременно во всех точках земного шара. Копия кинокартины может быть передана по защищённому спутниковому каналу или по сети Интернет во все нужные кинотеатры. Кроме того, в отличие от киноплёнки, цифровая копия фильма не подвержена физическому износу и позволяет производить любое количество сеансов без ухудшения качества. В большинстве случаев фильмы доставляются в кинотеатры на жёстком диске в комплекте с подтверждённым цифровым ключом, регламентирующим количество разрешённых сеансов. Один жёсткий диск может использоваться для доставки фильма в несколько кинотеатров.

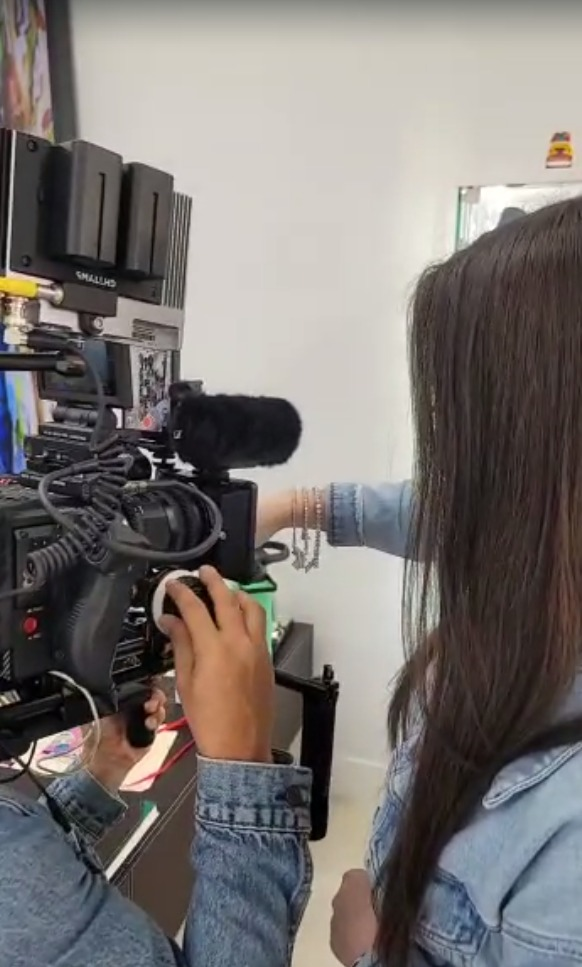

## Смешанные технологии
Несмотря на широкое распространение цифрового кино, до настоящего времени плёночные и цифровые технологии могут одновременно использоваться в пределах одного фильма. Часто при съёмке цифрового кино могут применяться традиционные киносъёмочные аппараты, снимающие на киноплёнку, которая затем сканируется, и изображение выходит на экран уже в цифровом виде. На широкоформатную плёнку с большой информационной ёмкостью могут сниматься отдельные сцены цифрового фильма для создания высококачественных комбинированных кадров. Так, при создании фильма «Начало» (англ. Inception), снятого по цифровой технологии, отдельные сцены снимались кинокамерами форматов «Виста-Вижн» и «Панавижн Систем 65» для последующей оцифровки и создания спецэффектов.
Цифровая обработка изображения, отсканированного с киноплёнки, применялась для создания спецэффектов уже в конце 1980-х годов. Полученное изображение при помощи фильм-рекордера печаталось на киноплёнке для показа в кинотеатрах. Одним из первых фильмов, использовавших цифровые спецэффекты, переведённые затем на киноплёнку, был «Терминатор-2». Многие сцены этой картины синтезированы компьютером с использованием технологии, впервые применённой в 1989 году в фильме «Бездна».
Большинство фильмов, сделанных полностью по цифровой технологии, одновременно с распространением на жёстких дисках для цифровых кинотеатров печатаются на киноплёнку для демонстрации в кинозалах, не оборудованных цифровыми проекторами. На сегодняшний день сложно найти кинофильм, в котором не сочетались бы цифровые и плёночные технологии.. Последним фильмом, снятым по чисто пленочной технологии, условно считается американский фильм "Вспомнить все" с Арнольдом Шварценеггером.

## Качество изображения
Киноплёнка больших форматов всё ещё превосходит цифровые кинокамеры по разрешающей способности, а особенно — по динамическому диапазону. Так, киноплёночный формат IMAX, теоретическое разрешение которого соответствует 70 мегапикселям, до сих пор недостижим для существующих систем цифрового кинопоказа. Стандарт IMAX Digital Theatre System использует для демонстрации цифровые кинопроекторы с разрешением 2K и даже 4К с удвоением разрешения за счёт применения сдвоенных проекторов. Однако качество изображения цифрового IMAX всё равно уступает классическому плёночному.
Несмотря на это, по состоянию на 2020 год большинство кинопроизводителей перешли на цифровую съёмку и монтаж, а киноплёнка осталась в узком применении для художественных и документальных фильмов, снимаемых на 16-мм, 35-мм и 65-мм плёнку  Печать фильмокопий на киноплёнке также сократилась из-за распространения цифрового кинопоказа, который к 2019 году охватил более 90% кинотеатров в мире. Однако киноплёнка имеет свои преимущества в долговечности, архивности и эстетике, поэтому некоторые кинематографисты продолжают отдавать ей предпочтение